# 信阳府
信阳府，元朝时设置的府。
至元十四年(1277年)改信阳州置，治所在今河南省信阳市。十五年（1278年）复为州。
信阳沿革：
- 申州 577年-606年，618年-742年，757年-960年
- 义阳军 960年-976年
- 信阳军 976年-1277年
- 信阳州 1278年-1382年，1475年-1913年
- 信阳府 1277年-1278年
- 信阳县 1382年-1475年，1913年-1998年
- 信阳专区 1952年-1970年
- 信阳地区 1970年-1998年
- 信阳市 1998年-